# Aegyptus

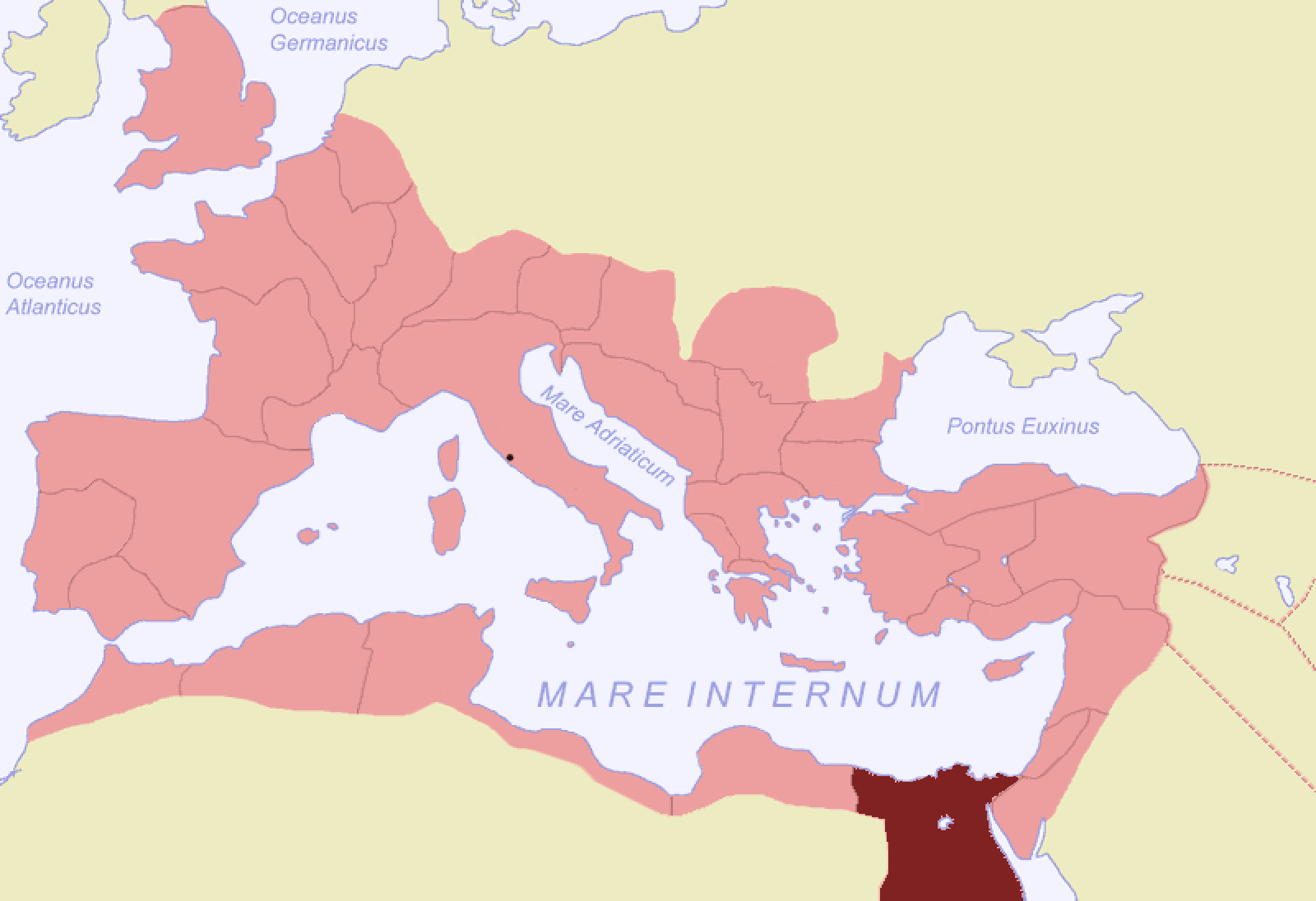
Aegyptus, hier dunkelrot unterlegt

Aegyptus, lateinisch für Ägypten, war von 30 v. Chr. bis zur islamischen Expansion 642 n. Chr. eine Provinz des römischen bzw. byzantinischen Reichs. Wegen des großen Reichtums Ägyptens und einiger rechtlicher Ausnahmeregelungen nahm sie unter den römischen Provinzen eine gewisse, früher jedoch oft überschätzte Sonderstellung ein: Ägypten galt als die Kornkammer des Imperiums.

## Vorgeschichte und Einrichtung
Schon seit 273 v. Chr. bestanden freundschaftliche Beziehungen zwischen der Römischen Republik und den Ptolemäern. Spätestens als mitten im zweiten Punischen Krieg, im Jahr 210 v. Chr., eine Hungersnot in Italien ausbrach, die einzig durch eine große Getreidelieferung König Ptolemaios IV. von Ägypten gelindert wurde, war den Römern die Bedeutung des Königreichs am Nil bewusst.

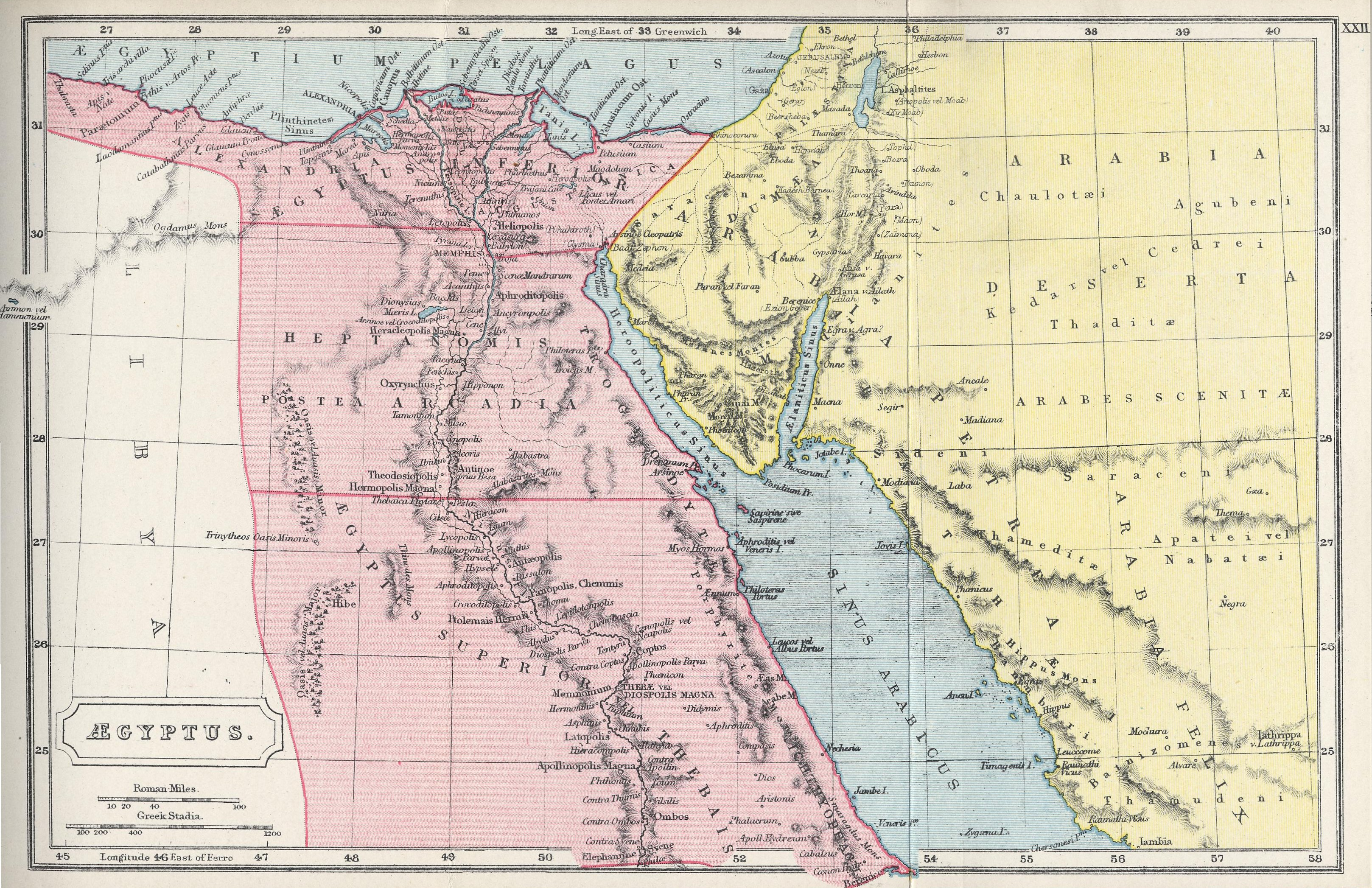
Karte Ägyptens zur Römerzeit

Der Niedergang des Ptolemäerreichs gipfelte um 80 v. Chr. darin, dass Ptolemaios XI. in Erwägung gezogen haben soll, nach seinem Tod die Herrschaft in Ägypten den Römern zu vererben. Bereits zu Zeiten Caesars versuchte das Imperium, in Ägypten verstärkt politische Macht auszuüben. Rom griff in die Thronstreitigkeiten ein, indem der Statthalter von Syrien Aulus Gabinius den zuvor vertriebenen Ptolemaios XII. Neos Dionysos auf den Thron zurückführte. Seither war römisches Militär am Nil stationiert, und die große Romanze zwischen Caesar und Kleopatra VII. hatte ohne Zweifel einen starken politischen Hintergrund. Nach der Ermordung Caesars (44 v. Chr.) gelang es Marcus Antonius, die Gunst der Kleopatra zu gewinnen, und mit ihrer Unterstützung kämpfte er um das Erbe Caesars gegen seinen Rivalen C. Octavius, den Großneffen Caesars und späteren Kaiser Augustus. Nach ihrer Niederlage in der Schlacht bei Actium 31 v. Chr. gelang Kleopatra und Antonius zwar noch die Flucht nach Ägypten, doch angesichts der Aussichtslosigkeit, militärischen Widerstand gegen die herannahenden Verfolger zu organisieren, schieden beide freiwillig aus dem Leben. Ägypten war damit in der Hand des C. Octavius, und damit war zugleich der Kampf um die Nachfolge Caesars in der Alleinherrschaft zu dessen Gunsten entschieden.

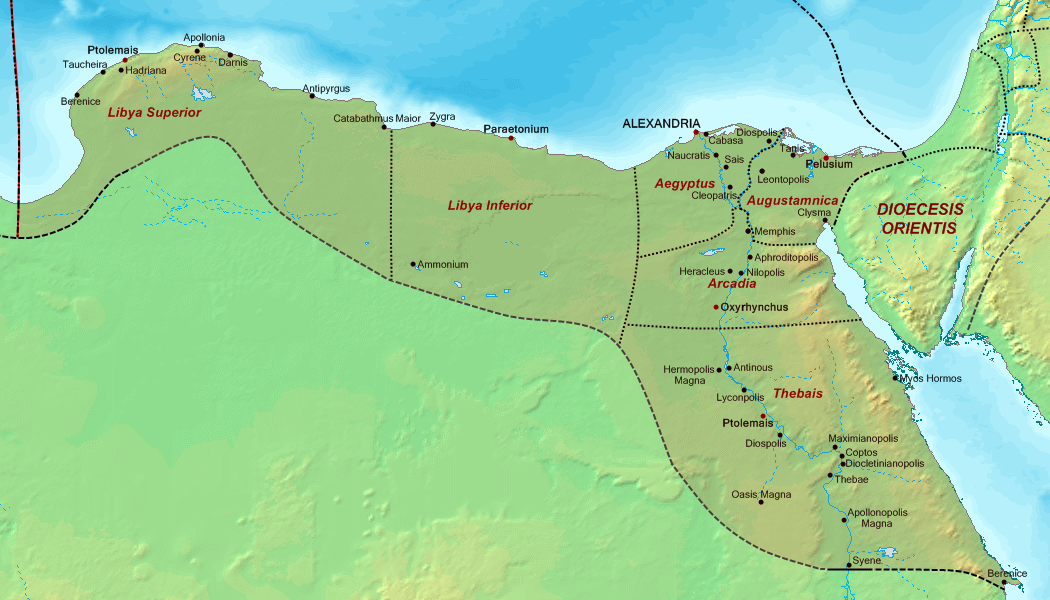
Das spätantike Ägypten mit der oströmischen Provinzeinteilung 395 n. Chr.

30 v. Chr. wurde Ägypten endgültig von Rom erobert. Es wurde in eine von kaiserlichen Beauftragten verwaltete Provinz, sogenannte kaiserliche Provinz (im Gegensatz zu den dem Senat unterstellten senatorischen Provinzen), umgewandelt, besaß aber insofern einen Sonderstatus, als sie nicht von einem senatorischen Legaten, sondern bereits seit dem ersten Amtsinhaber, dem römischen Ritter C. Cornelius Gallus, einem engen Vertrauten des C. Octavius, von einem dem Ritterstand angehörigen Praefectus Aegypti verwaltet wurde. Offensichtlich sollte vermieden werden, dass sich Senatoren am Nil eine eigene Machtbasis schufen. Zudem war dies ein wichtiges Signal des C. Octavius an den Ritterstand, auf dessen loyale Mitwirkung er sich in besonderem Maße stützte, dass unter seiner Herrschaft auch Ritter höchste politische und militärische Funktionen erreichen konnten, wenn ihnen auch der Zugang zu den traditionellen republikanischen Ämtern des Cursus honorum mit Rücksicht auf die privilegierte Stellung der Senatoren weiterhin versagt blieb. Diesen war zunächst sogar das bloße Betreten Ägyptens strengstens untersagt, da Octavius bzw. Augustus das politische Potential Ägyptens kannte: 150.000 Tonnen Getreide wurden unter seiner Regierungszeit jährlich nach Rom verschifft. Vor allem aber war das Ptolemäerreich eine Großmacht im östlichen Mittelmeerraum und die wichtigste Machtbasis seines Konkurrenten Marcus Antonius gewesen.

## Verwaltung

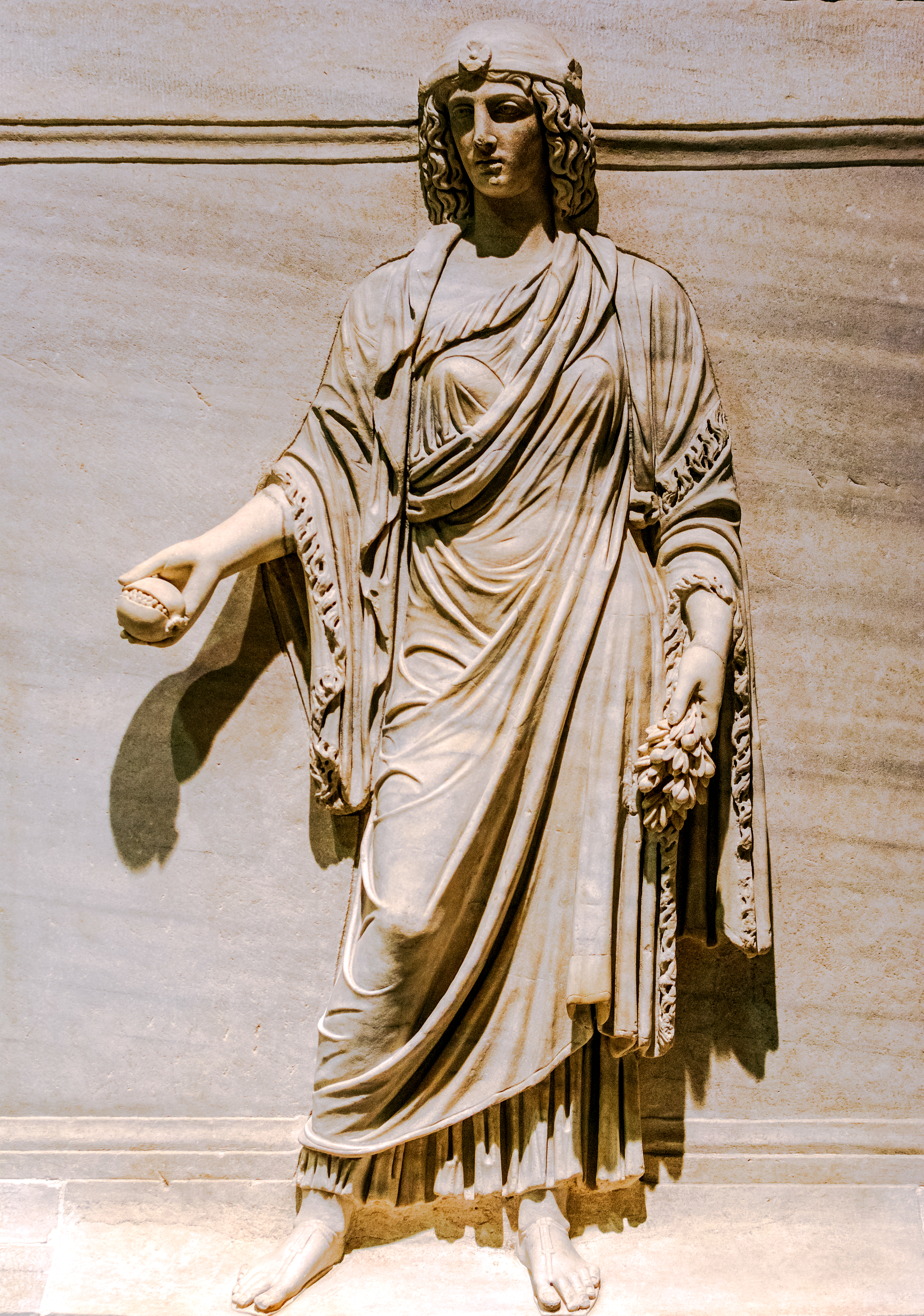
Weibliche Personifikation der römischen Provinz Aegyptus; entstanden um das Jahr 145

Ältere, vor allem auf Theodor Mommsen zurückgehende Forschungsmeinungen, denen zufolge Ägypten Privateigentum des Kaisers gewesen sei und den Status einer Kronkolonie, der Praefectus Aegypti den einer Art Vizekönigs besessen hätte, sind überholt, wenn sie auch gelegentlich noch in neuerer Literatur anzutreffen sind. Die Weisungskompetenz des Kaisers gegenüber dem Praefectus Aegypti unterschied sich wohl in nichts von der gegenüber Provinzstatthaltern senatorischen Ranges, seien es nun die Legati Augusti in den so genannten kaiserlichen Provinzen oder die Promagistrate in den senatorischen Provinzen. Außer im kultischen Bereich, wo der Kaiser sich in der Rolle und Ikonographie des Pharao repräsentieren ließ, wurde auch nicht an die Tradition des ptolemäischen Königtums angeknüpft, die Herrschaft Roms beruhte rechtlich auf dem Sieg über den Staatsfeind Antonius und seine Helferin Kleopatra und auf der nachfolgenden Eroberung, legitimierte sich jedoch nicht etwa als Fortführung der ptolemäischen Dynastie. Zunächst drei Legionen (später zwei und zuletzt nur noch eine einzige Legion) waren in der Provinz Aegyptus stationiert. Zu unterschiedlichen Zeiten nachweisbar sind die Legio II Traiana, die Legio III Cyrenaica, die Legio XII Fulminata und die Legio XXII Deiotariana. Dass ein ritterlicher Amtsträger das Kommando über Legionäre führte, war dabei lange eine Ausnahme.
Unter Augustus und seinen Nachfolgern genossen die Priester der ägyptischen Kulte – dank eingreifender Regelungen des Gnomon des Idios Logos – weiterhin Privilegien, zum Beispiel die Befreiung von verschiedenen Abgaben und körperlichen Zwangsdiensten. Auf behördlicher Ebene wurden die leitenden Funktionäre und Gremien der Tempel zudem in den römischen Herrschaftsapparat eingebunden, indem sie sich selbst verwalteten und beispielsweise eine Vorauswahl zur Zulassung geeigneter Kandidaten in das Priesteramt trafen, Steuern eintrieben und erstinstanzlich Anzeigen gegen Priester wegen Verletzung des Sakralrechts prüften. Als überholt gilt die Ansicht, dass Augustus den Landbesitz ägyptischer Tempel enteignet habe, um die ägyptische Priesterschaft wirtschaftlich zu schwächen: Tatsächlich wurde in augusteischer Zeit Tempelland in Staatsland umgewandelt, jedoch nicht ohne entsprechende Kompensation für die Tempel, die aus den Erträgen der abgetretenen Ländereien Subventionszahlungen erhielten. Gerieten Tempelkollegien in Konflikte mit Behörden, dann vor allem mit Verwaltungsbeamten der unteren Ebene, die selbst der lokalen Bevölkerung entstammten; die römischen Prokuratoren griffen wenn, dann moderierend in diese Konflikte ein – dabei durchaus auch zugunsten der Tempel.

## Entwicklung in Kaiserzeit und Spätantike
69 n. Chr. wurde in Alexandria Vespasian zum Kaiser ausgerufen. Am Anfang des 2. Jahrhunderts kam es in Ägypten zu einem Aufstand der Juden, der 117 mit der Vernichtung des Judentums in Ägypten endete. Im 3. Jahrhundert gehörte Ägypten zeitweise zum palmyrenischen Sonderreich der Zenobia (270–272).
Diokletian beschleunigte die reformerischen Bemühungen des Reichs. Er teilte die Provinz Ägypten in kleinere Provinzen auf: im Norden lag Aegyptus Iovia, in der Mitte lag Aegyptus Herculea, und im Süden wurde Thebais begründet. Er reformierte die lokale obere Verwaltung und führte zur Einhaltung geordneter Zwecke den curator civitatis als spitzenbehördliches Organ ein. Pro forma zumindest wurde Latein Verwaltungs- und Gerichtssprache. Prozessprotokolle wurden bis zum Ende des 4. Jahrhunderts bilingual verfasst, weil Griechisch die Sprache der Anhörung war, Latein die der bürokratischen beziehungsweise gerichtlichen Verwendung und Umsetzung. Das etablierte System der lokalen Notariate und Archive wurde tiefgreifend umgewandelt und an kaiserliche Konzessionen (stationes tabellionum) gebunden, während andererseits Rechtsschulen im Osten und in Alexandria begründet oder bedeutsam wurden.
Unter der konstantinischen Dynastie erfuhr die Provinz eine erneute Aufteilung. Nach der Reichsteilung von 395 wurde Ägypten Teil des oströmischen beziehungsweise Byzantinischen Reichs und umfasste zunächst vier, später sechs Provinzen (siehe Byzantinische Herrschaft in Ägypten).
619 ging Ägypten vorübergehend an die Sassaniden verloren. Kaiser Herakleios konnte die Provinz 629 für Ostrom zurückgewinnen. Seit 640 eroberten die Araber Ägypten; mit dem Fall Alexandrias 642 beginnt die islamische Geschichte Ägyptens.